# Har Aẖiram
Har Aẖiram (hebreiska: הר אחירם) är ett berg i Israel.   Det ligger i distriktet Jerusalem, i den nordöstra delen av landet. Toppen på Har Aẖiram är 839 meter över havet.
Terrängen runt Har Aẖiram är kuperad västerut, men österut är den platt. Runt Har Aẖiram är det tätbefolkat, med 982 invånare per kvadratkilometer. Närmaste större samhälle är Jerusalem, 7,5 km sydost om Har Aẖiram. Runt Har Aẖiram är det i huvudsak tätbebyggt.